# Bremricherhof
Der Bremricherhof ist ein Weiler, der zur im rheinland-pfälzischen Donnersbergkreis gelegenen Ortsgemeinde Bayerfeld-Steckweiler gehört.

## Lage
Der Bremricherhof liegt in hügeligem Gebiet etwa drei Kilometer nordöstlich des Hauptortes. In der Nähe befinden sich zahlreiche weitere Ortschaften, wie der Schmalfelderhof.

## Geschichte
Die Ortschaft wurde erstmals 1453 erwähnt. Benannt wurde der Ort nach einer Wüstung namens Bremerich, die sich nur wenige Kilometer entfernt nahe der heutigen Gemeinde Mörsfeld befand. Deren Name wiederum ist etymologisch vermutlich von der Brombeere abgeleitet.
Nach einem Gemeindeverzeichnis aus dem Jahr 1868 hatte der Ort seinerzeit 34 Einwohner (31 Protestanten, 3 Katholiken) und 17 Gebäude.

## Infrastruktur
Der Bremricherhof ist über die Kreisstraße 29 mit dem Straßennetz verbunden.